# Lycodon mackinnoni
Lycodon mackinnoni, tambien coneguda com a serp llop de Mackinnon, és una espècie de serp del gènere Lycodon, de la família dels colúbrids.

## Troballa i distribució
La serp va ser descrita per primera vegada per l'herpetòleg Frank Wall l'any 1864, i habita en l'Índia, (Mussorie, Nainital) i al Pakistan, concretament a la zona oest de la serralada de l'Himàlaia.